# Kiara Cole
Kiara Cole (Carbondale, Illinois; 19 de abril de 1999) es una actriz pornográfica y modelo erótica estadounidense.

## Biografía
Natural del estado de Illinois, nació en abril de 1999. Comenzó con trabajos como camarera en la cadena de restaurantes de comida rápida Hardee's y también trabajó brevemente en una tienda de delicatessen con una amiga, antes de trabajar en una fábrica de Toyota Gosei, donde fue técnica, inspeccionando las piezas para camión producidas en una línea de montaje.
Comenzó a trabajar en la industria del entretenimiento para adultos en mayo de 2018 después de que un buscador de talentos de la agencia Motley Models la contactara a través de Instagram. Inicialmente escéptica sobre la posibilidad de actuar en el porno, tras investigar un poco sobre la industria, firmó su primer contrato como actriz en 2018, con 19 años de edad. grabando en el mes de mayo sus primeras escenas con Rion King para la web Net Video Girls.
Como actriz, ha trabajado con estudios como Girlfriends Films, Vixen, Digital Sin, Evil Angel, 3rd Degree, New Sensations, Girlsway, Wicked, Reality Kings, Cherry Pimps, Hustler Video, Brazzers, Pornhub, Naughty America o Mofos, entre otros.
En 2020 recibió sus primeras nominaciones en el circuito profesional de la industria, destacando por conseguir el reconocimiento en los Premios AVN y los XBIZ a la Mejor actriz revelación. Fue nominada también los AVN en la categoría creada ese año de Mejor actriz protagonista por su trabajo en Game of Bones 2: Winter Came Everywhere.
Ha rodado más de 400 películas como actriz.
Algunos trabajos suyos han sido Amateur Castings Threesomes, Catfished 2, Cum In My Cunt 3, Dorm Life, Girl Next Door Likes It Dirty 16, Lesbian Maids 4, Massage Seductions 2, Nubiles ET, She's So Small 20, o Teach Me Your Ways.

## Premios y nominaciones
| Año  | Ceremonia    | Resultado | Premio                                        | Trabajo                                 |
| ---- | ------------ | --------- | --------------------------------------------- | --------------------------------------- |
| 2020 | Premios AVN  | Nominada  | Mejor actriz revelación                       | —                                       |
| 2020 | Premios AVN  | Nominada  | Mejor actriz en mediometraje                  | Game of Bones 2: Winter Came Everywhere |
| 2020 | Premios AVN  | Nominada  | Premio fan: Debutante más caliente            | —                                       |
| 2020 | Premios XBIZ | Nominada  | Mejor actriz revelación                       | —                                       |
| 2021 | Premios AVN  | Nominada  | Mejor escena de sexo oral                     | It’s All About the Suction              |
| 2023 | Premios AVN  | Nominada  | Mejor escena de sexo en realidad virtual      | I Spy Some Cheerleaders                 |
| 2023 | Premios AVN  | Nominada  | Mejor escena de trío M-H-M                    | Cum Swapping Cuties 2                   |
| 2023 | Premios XBIZ | Nominada  | Mejor escena de sexo en película gonzo        | Axel Braun's Pretty Little Things       |
| 2023 | Premios XBIZ | Nominada  | Mejor escena de sexo en película protagonista | Dark Is the Night                       |
| 2024 | Premios AVN  | Nominada  | Mejor escena de trío                          | Jules Jordan’s Three Ways 2             |
| 2024 | Premios XBIZ | Nominada  | Mejor escena de sexo en realidad virtual      | Classical Trio                          |
| 2025 | Premios AVN  | Nominada  | Mejor escena de trío                          | Slut Puppies 17                         |